# Эклунд, Клас
Клас Эклунд (швед. Klas Eklund; род. 16 июля 1952, Уппсала) — шведский экономист, политик и писатель.
Родился в семье известных шведских театральных и киноактеров Бенгта Эклунда и Фюльгии Задиг (отец сыграл несколько ролей в фильмах И. Бергмана). Э. учился в Стокгольмской школе экономики и Стокгольмском университете.
Популярностью пользуется книга Э. «Наша экономика: введение в экономическую теорию» (Vår ekonomi. En introduktion till samhällsekonomin, 1987; на русском языке вышла под названием «Эффективная экономика: шведская модель», 1991), выдержавшая к 2004 г. 10 изданий. Кроме этого Э. является автором политического триллера «Течь» (Läckan, 1990), экранизированного в 1994 г. шведским телевидением в форме сериала.
Э. работал советником в министерстве финансов (1982-84 г.) и в канцелярии премьер-министра (1984-87 г.). С 1994 г. является главным экономистом (chief economist) одного из крупнейших в Швеции банка — Skandinaviska Enskilda Banken.
Старший сын Э. — Сигге — является известным писателем; младший сын Фредрик — брокер, писатель и актёр (под псевдонимом Таг Эрикссон).